# Neo Contra
Neo Contra (ネオコントラ, Neo Kontora) (ネオコントラ, Neo Kontora?) é o décimo jogo de vídeo no Contra série pela Konami. Ele foi desenvolvido pela Equipe da Neo Kijirushi, um grupo de membros da equipe dentro da Konami Computer Entertainment Tokyo, e lançado para o PlayStation 2 em 2004. O jogo é um acompanhamento direto para Contra: Shattered Soldier, pois é um multidirecional atirador e está a uma partida do tradicional scrolling shooter a fórmula dos jogos anteriores. Foi o primeiro jogo da série a receber um "M" classificação da ESRB.

## Jogabilidade
Neo Contra mais uma vez traz para a arena de jogos de volta em três dimensões. No entanto, ao contrário dos títulos desenvolvidos sob Appaloosa Interactive, o jogador só precisa mirar em terceira dimensão, mediante raras ocasiões. Além disso, este título erradica o chefe orientada a jogabilidade do Hard Corps e 32-bit de títulos, e busca o equilíbrio lembra mais a de 8-bit e SNES Contra jogos; o tempo de forma livre, tiro seções, interspliced com o chefe encontros.
Além disso, a jogabilidade varia de acordo com o nível e o ângulo da câmera apresentado (a câmara não pode ser controlada pelo utilizador). O jogo é jogado em uma isométrica, perspectiva, mas as porções são de side-scrolling, ou sobrecarga-atrás. O jogador pode saltar. Em vez disso, dois novos movimentos defensivos são acrescentou que permite que o jogador efetivamente canceladas as novas dimensões: dash e spin. Traço dá ao leitor uma rápida explosão de velocidade para fugir de inimigos, enquanto spin dá ao jogador um instante de invulnerabilidade. O hit ratio do sistema que foi introduzido no Shattered Soldier foi mantido no presente título.
O jogo utiliza uma versão modificada de três configuração de arma de Shattered Soldier. O jogador tem dois tipos de armas utilizadas contra a nível do solo metas, com regular de munição e o outro com inflamáveis rodadas, e uma terceira arma usada para travar em alvos aéreos. O jogador pode escolher um dos três inicialmente disponível arma conjuntos (que inclui a famosa Propagação Tiro a partir do anterior Contra jogos, o que estava faltando em Shattered Soldier), com três conjuntos adicionais que são time-release. O Tipo F de configuração apresenta o GV Laser e a Ondulação de Laser, armas de Gradius V.
Há um total de sete fases do jogo. Como Shattered Soldier, os quatro estágios iniciais podem ser reproduzidos em qualquer ordem e ser repetidos a qualquer momento para a maior classificação. O quinto estágio só pode ser seleccionado desmarcando as quatro primeiras etapas, enquanto o sexto e sétimo estágios são apenas disponível se os jogadores se manter acima da média geral. Há um nível de dificuldade no menu de opções, e o jogo na dificuldade Fácil subsídios jogadores de 30 vidas para vencer as quatro primeiras missões, mas esta dificuldade é impossível ver o final do jogo. Modo Normal oferece aos jogadores de 5 vidas e 7 continua a completar os sete missões do jogo.
Neo Contra também marca o retorno do limite de tempo de algumas versões do original Contra jogos, com o último terço do sexto estágio concede os jogadores limite de tempo para completar a missão. Ao contrário o tempo de missões no original, em Contrapartida , onde o jogador perde uma vida, uma vez que o tempo limite cai para zero, o jogo inteiro é mais uma vez que o jogador é incapaz de completar a última parte da sexta etapa dentro do limite de tempo.

## Enredo
Neo Contra ocorre durante o período de A. D. 4444 quando a Terra foi transformada em uma prisão planeta, o lar dos criminosos e políticos rebeldes. A partir deste submundo da sociedade nasce uma nova ordem, denominada "Neo Contra". Este governo rapidamente mostrou suas cores verdadeiras, como ele tem outros planos de trazer de volta o normal civilização. A realização desta nova ameaça são quatro renegade Contras (guerreiros de elite), que são chamados os Quatro Elite, unidos sob o comando do misterioso Mestre Contra. Assim, Bill Rizer é uma parceria com a Genbei "Jaguar" Yagyu, um samurai, e os dois são enviados à Terra para lidar com o Neo Contra ameaça. Depois de derrotar os Quatro Elite, os heróis descobrem a verdade por trás de "Neo Contra", que é uma fachada para o Projecto "C", um plano para criar meio-humana e AI de Bill Rizer do DNA, como uma arma suprema, que agora é Mestre Contra. Bill Rizer si mesmo é apenas um clone de um original, de um lado objetivo do Projeto "C". Com a ajuda de Mistério G, um ancião Contra operatório, os heróis conseguiram derrotar o Mestre do Contra e colocar um fim ao Projeto "C".

## Elenco
- Bill Rizer - projeto de lei, o supremo Contra guerreiro, é mais uma vez despertada a partir de sua criogênicos sono de quase dois mil anos. Agora, ele é ordenado a destruir o "Neo Contra" a ameaça, uma nova organização que representa muito mais profundo ameaça para o mundo. Ele é, na verdade, um clone do original, Bill Rizer, de um lado, resultado de militares do Projecto "C".
- Genbei "Jaguar" Yagyu - Um samurai Contra, que é o projeto do novo parceiro. Um misterioso de pele escura humanóide alienígena (ou Africano-Americanos) no quadragésimo quinto século, que segue o código do Samurai. Ele é o único personagem capaz de empunhar a Espada, a arma mais poderosa do jogo. O personagem é baseado no samurai negro Yasuke do período Sengoku do Japão.
- Os Quatro Inferno Guerreiros de Neo Contra - quatro membros do elite dos "Neo Contra" organização:
  - Guerrilha Contra: o fumante de cachimbo de comandante militar.
  - Planta Contra: planta/cyborg híbrido.
  - Feromônio Contra: Lúcia (aka Bionoid LCR), que depois de assistido Bill, durante os eventos do Contra: Shattered Soldier.
  - Animal Contra: o falar bull terrier.
- Mistério G - Um misterioso idosos Contra operatório. Embora não abertamente confirmado no jogo, é reconhecido que Mistério G é o real Bill Rizer, tendo sobrevivido durante séculos, de alguma forma.
- Mestre Contra - O líder do "Neo Contra" e ameaça a humanidade. Ele é, de fato, o principal resultado do Projeto "C": Ultimate máquina de guerra, uma bionic AI, que consiste em original, Bill Rizer do DNA e da consciência, combinado com a cibernética e as armas de destruição em massa.